# 太田直道
太田 直道（おおた なおみち、1946年4月1日 - ）は、日本の哲学者、宮城教育大学名誉教授。

## 経歴
大阪府生まれ。1969年京都大学文学部哲学科卒業。1975年名古屋大学大学院文学研究科博士課程単位取得退学、名古屋大学文学部助手、宮城教育大学講師、助教授、教授。2004年「カント反省的判断論の研究」で名大文学博士。2011年定年退任、名誉教授。

## 著書
- 『精神の描きかた 「足もと哲学」への誘い』青木書店 シリーズ「現代批判の哲学」1999年
- 『揺れる子どもの心』三学出版 1999年
- 『カントの人間哲学 反省的判断論の構造と展開』晃洋書房 2005年
- 『生き方の道徳教育 現代道徳哲学二十講』三学出版 2008年
- 『人間の時間 時間の美学試論』花伝社 2008年
- 『人間精神の哲学史ー震災時代を生きるための哲学ー』日本教育公務員弘済会宮城支部 2012年
- 『人間教育の哲学史ー人間は何を教えてきたかー』日本教育公務員弘済会宮城支部 2013年
- 『人間とその術 人間は何を作ってよいか 創立六〇周年記念宮城教弘講座哲学の贈りもの』日本教育公務員弘済会宮城支部 2014年

翻訳
- 『ヘーゲル全集 13 哲学史 中巻の2』宮本十蔵共訳 岩波書店 2001

## 論文
- Cinii

## 注
1. ↑  『現代日本人名録』2002年